# 甲森谷
甲森谷（こうもりだに）は、福井県三方郡美浜町 にあり、耳川水系の横谷川の支流である。
野坂山地の庄部谷山から芦谷山に至る尾根に囲まれた谷で、国土地理院の2万5千分の1地形図では「駄口」に含まれているが、地図上に谷の名前は記されていない。

## 甲森谷のカツラ巨木群
甲森谷にはカツラ・トチノキ・サワグルミなどの巨木が多く、古くから一部の人達に知られていたが、関西周辺の登山地図やガイドブックを多数執筆する草川啓三 が2016年に登山専門誌『岳人』で紹介したことにより、広く知られるようになった。
カツラの巨木は1本を除き甲森谷の上流部500mに密集しており、2020年には幹周り5～12ｍ超のカツラ15本が「甲森谷のカツラ巨木群」として環境省の「巨樹・巨木林データベース」に登録された。最大のカツラは幹周り12.6m（主幹の幹周り4.7m）で、これより太いカツラは全国に多数あるが、これほど多くのカツラの巨木が林立する例は山形県最上郡金山町の「神室瀬のカツラ巨木群」と北海道札幌市中央区の神社山の他に見当たらない。

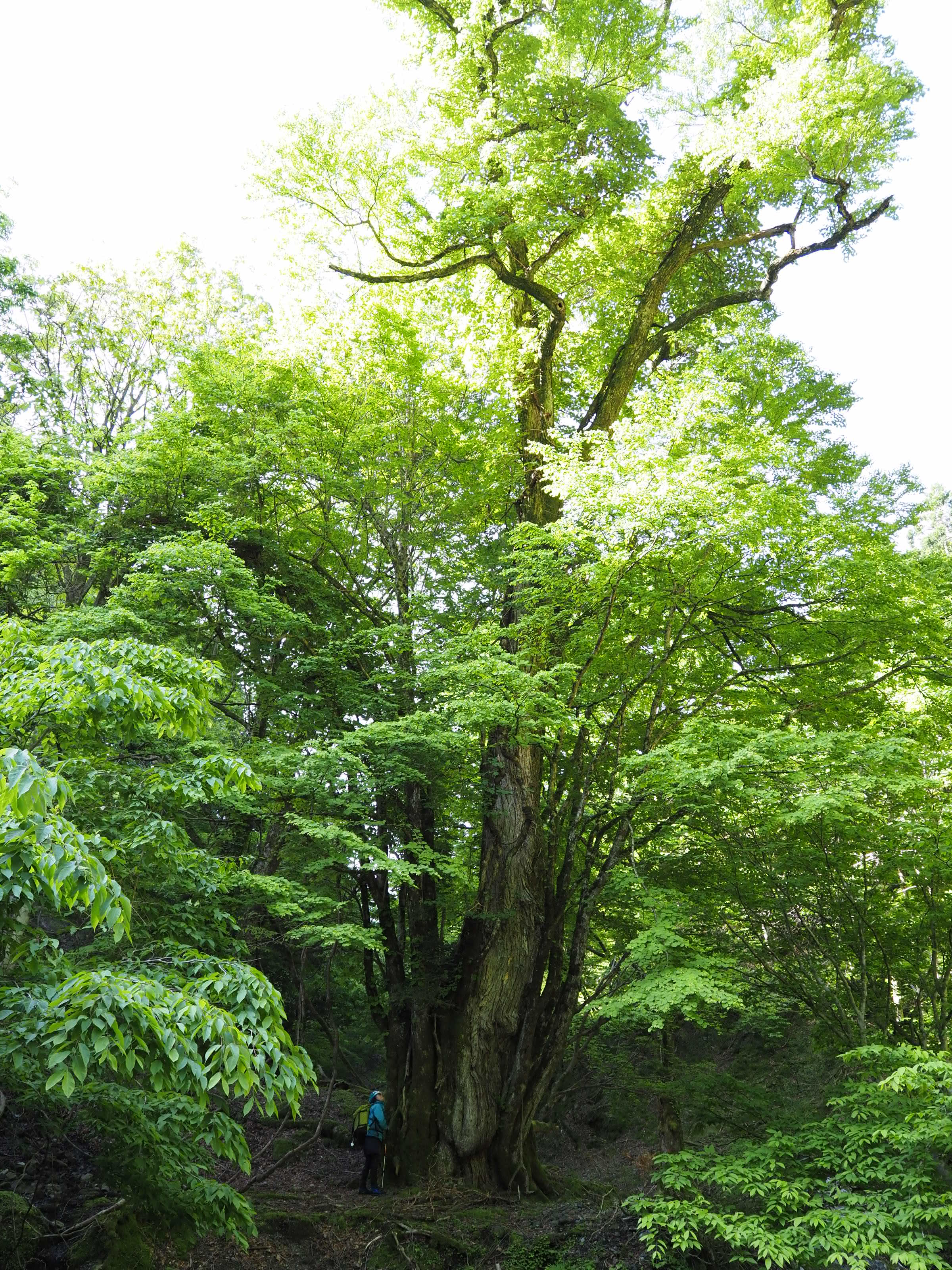
カツラの巨木
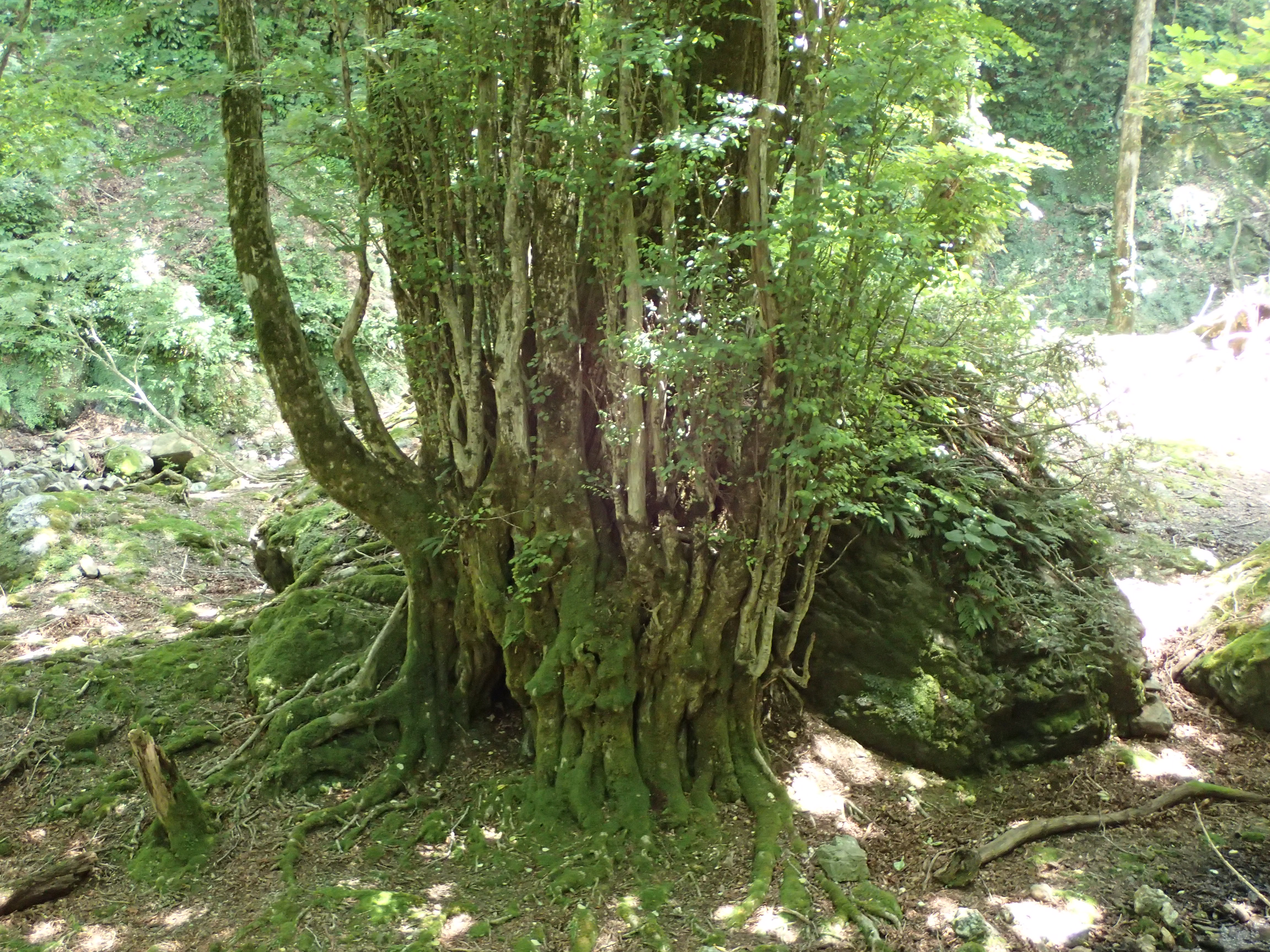
甲森谷最大のカツラ
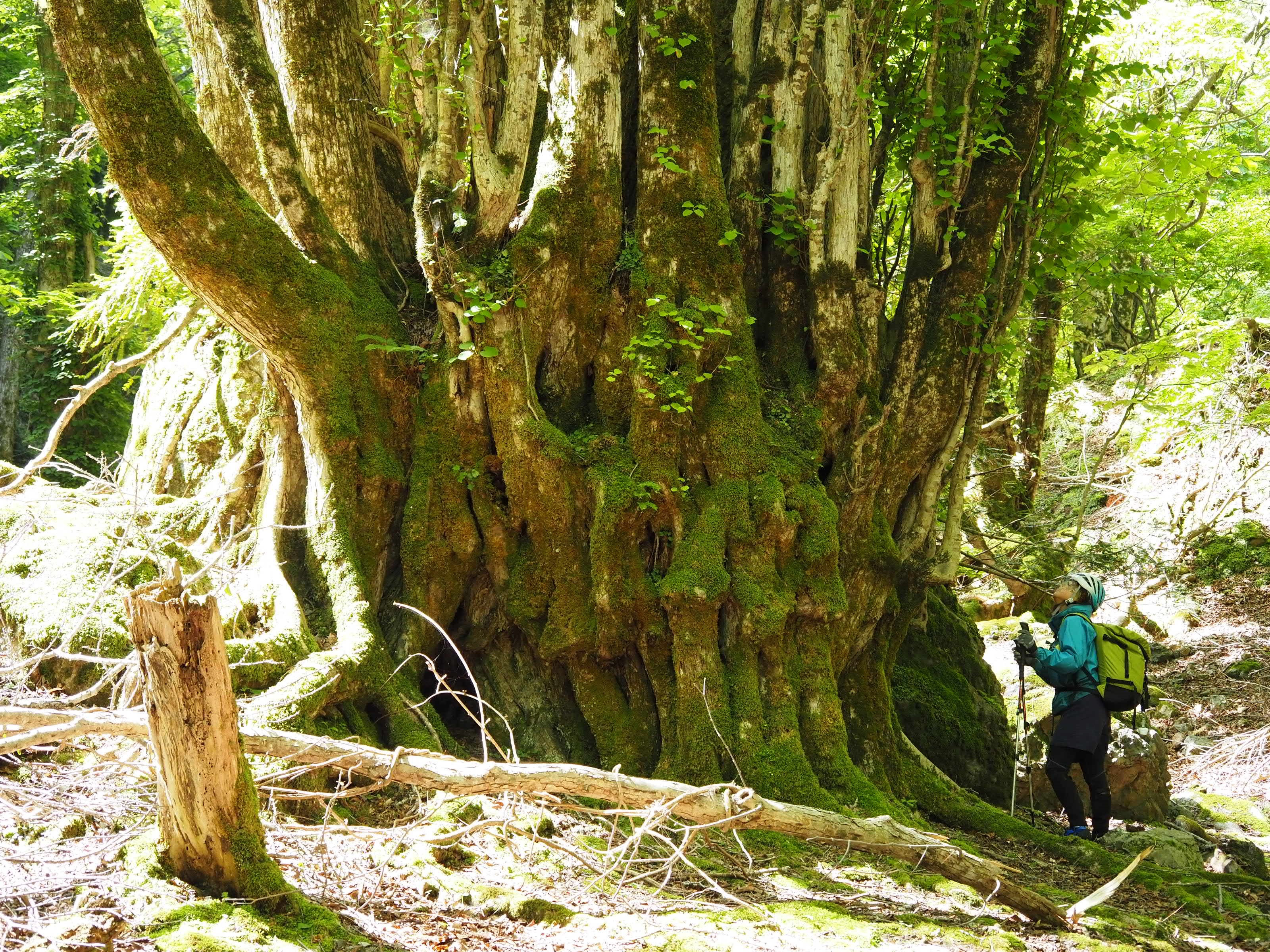
甲森谷最大のカツラ
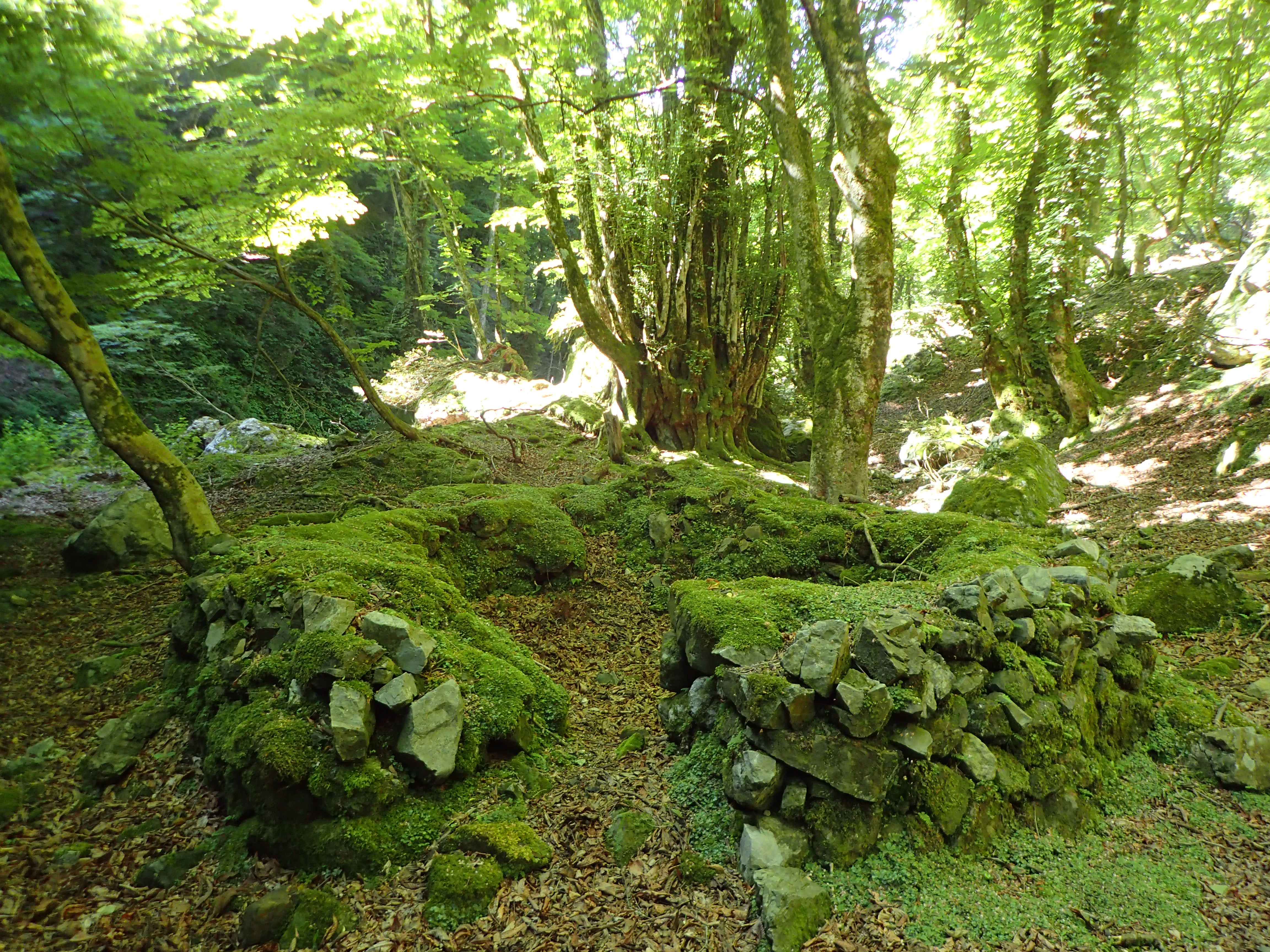
炭焼窯跡が数多く残る
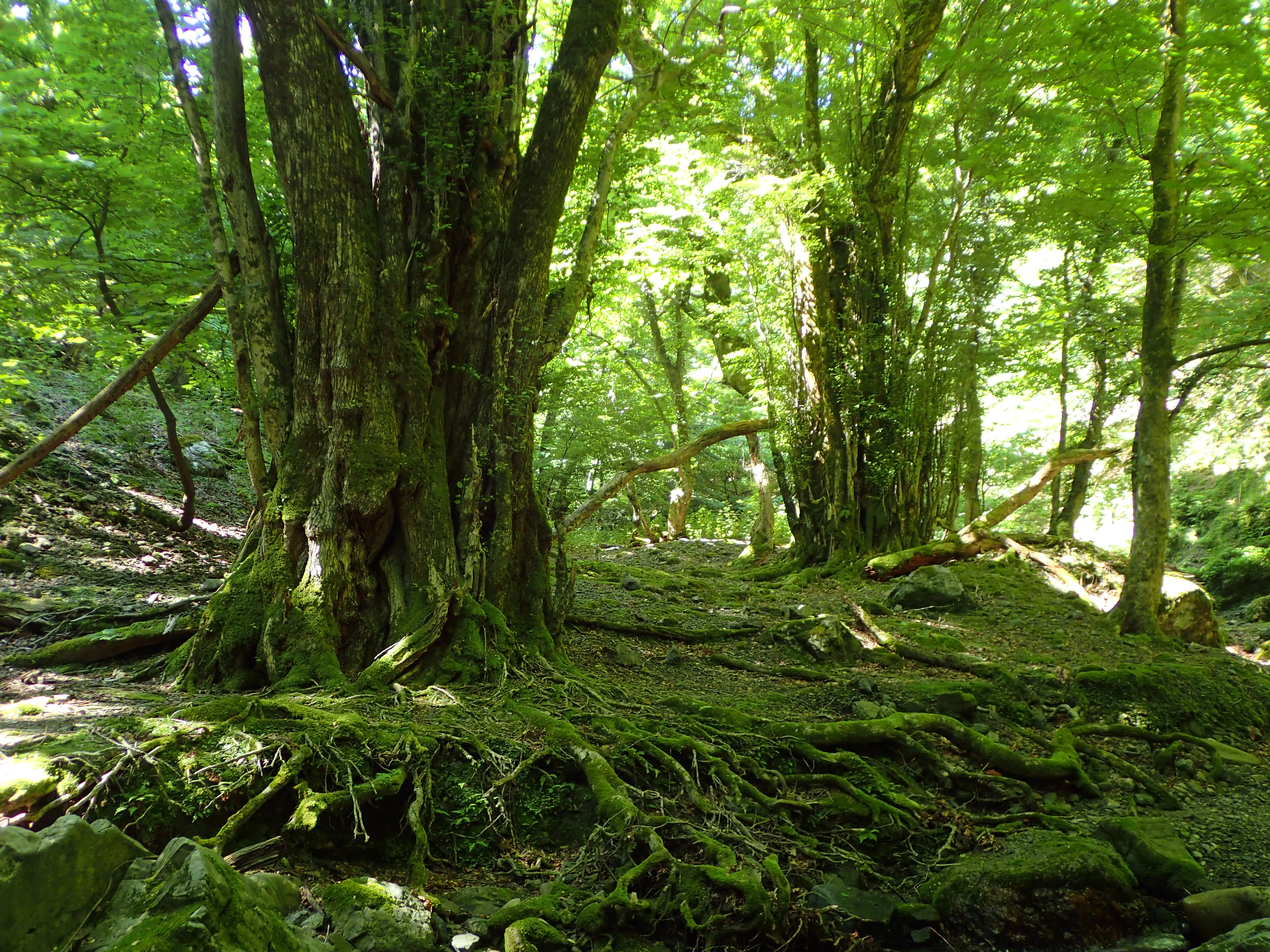
カツラが林立する谷
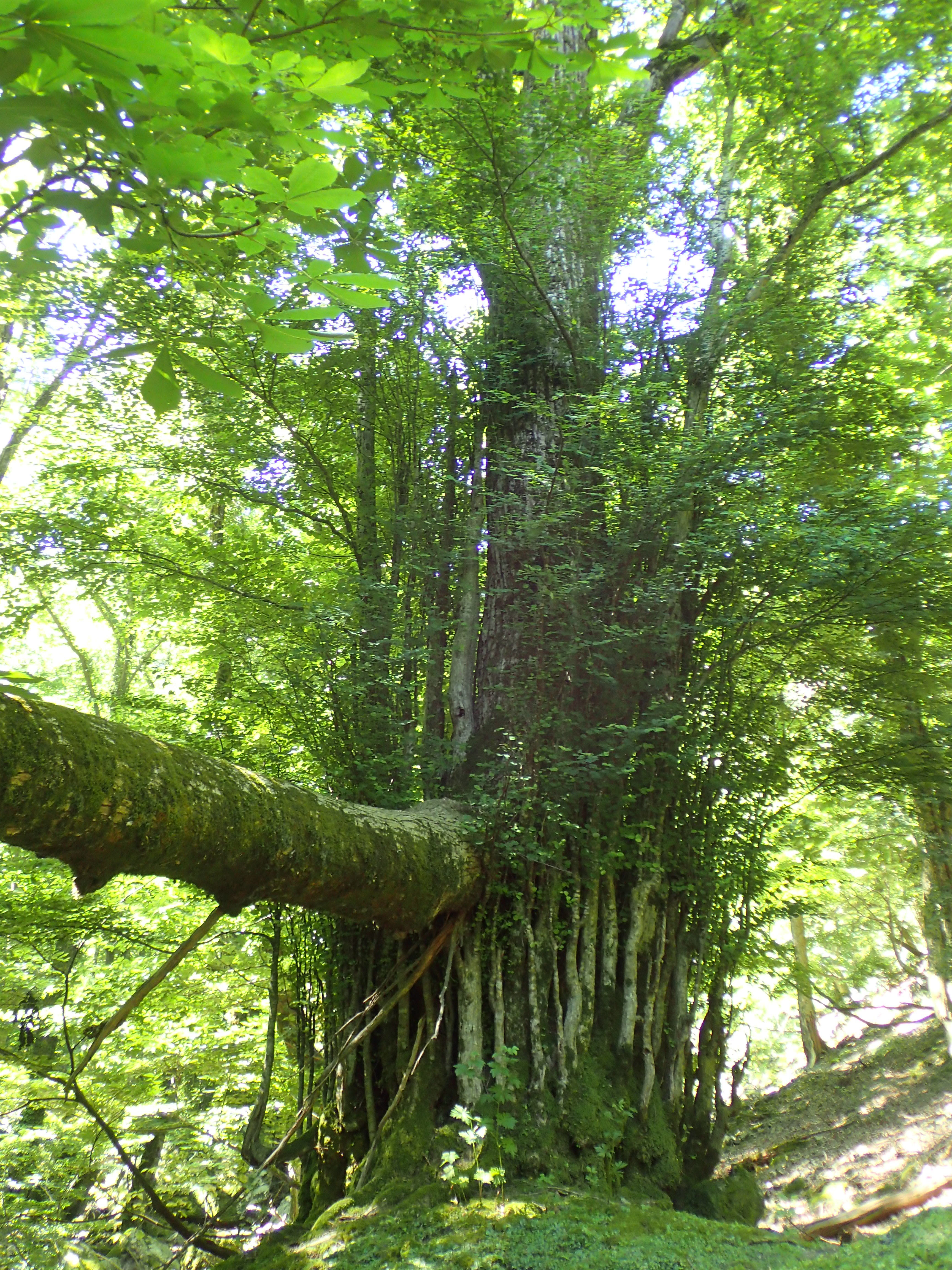
主幹が倒壊したカツラ

## 周辺の自然環境
環境省の植生調査によると、甲森谷の周辺一帯は、最も自然度が高い「植生自然度９」の森林が、福井県内で最も広範囲に残されている地域である。
稜線付近には ブナを中心とする自然林が広がってブナの巨木が点在し、林床にはイワカガミやイワウチワの大群落が見られる。

## 風力発電所の建設計画
東京都に本社を置く株式会社グリーンパワーインベストメントが、甲森谷を取り巻く庄部谷山から芦谷山伸びる尾根筋一帯に、ローター直径約100～140m、最大高約140～190m、単発出力約3,400～4,200kWのプロペラ型風力発電機約20～25基を設置し、総出力最大105,000kWの（仮称）美浜新庄ウィンドファームと呼ぶ風力発電所を建設しようとしている。

事業実施想定区域（黒線で囲まれた区域） と 風力発電機の設置想定範囲（赤線で囲まれた区域）

## 登山道
甲森谷へは美浜町の新庄から横谷川を遡るのが一般的だが、かつて横谷川沿いにあった送電線の巡視路や吊橋は各所で崩壊しているので、初歩的な沢登りの知識と装備が必要である。
先述した草川啓三の『森の巨人たち』には甲森谷から庄部谷山へ登るルートが紹介されている。また、同書の表紙には甲森谷最大のカツラの巨木の写真が採用されている。